# 鹿児島市立桜島中学校
鹿児島市立桜島中学校（かごしましりつ さくらじまちゅうがっこう）は、鹿児島県鹿児島市桜島藤野町にある市立中学校。

## 概要
鹿児島市の東部にある桜島の北西部にある中学校である。2022年4月3日現在で全校生徒44名、学級数は各学年1学級と特別支援学級が2学級設置されている。

## 沿革
- 1947年（昭和22年）4月1日 - 西桜島村立西桜島中学校として開校。
- 1973年（昭和48年） - 西桜島村が町制施行したのに伴い桜島町立桜島中学校に改称。
- 2004年（平成16年） - 桜島町が鹿児島市に合併し、鹿児島市立桜島中学校に改称。

## 部活動
- サッカー部
県内でもサッカーの強豪として知られ、鹿児島実業高等学校などの高校に進学し、Jリーガーや日本代表となった卒業生も多数いる。
- 野球部
- 陸上部
- 男子バレー部
- 女子バレー部
- 吹奏楽部

## 通学区域
桜島中学校の通学区域は以下の町丁の区域が指定されている。また、校区は旧桜島町の町域と同じ範囲となっている。
- 桜島西道町の全域
- 桜島白浜町の全域
- 桜島藤野町の全域
- 桜島二俣町の全域
- 桜島松浦町の全域
- 桜島赤水町の全域
- 桜島赤生原町の全域
- 桜島小池町の全域
- 桜島武町の全域
- 桜島横山町の全域
- 新島町の全域

## 関係者

### 著名な出身者
- 藤山竜仁 - 鹿児島実業高等学校→FC東京→コンサドーレ札幌
- 遠藤彰弘 - 鹿児島実業高等学校→横浜マリノス/横浜F・マリノス→ヴィッセル神戸
- 遠藤保仁 - 鹿児島実業高等学校→横浜フリューゲルス→京都パープルサンガ→ガンバ大阪
- 岩下敬輔 - 鹿児島実業高等学校→清水エスパルス→ガンバ大阪→アビスパ福岡
- 永畑祐樹 - 神村学園高等学校→清水エスパルス→ギラヴァンツ北九州
- 大迫希 - 鹿児島城西高等学校→ロアッソ熊本